# Seção plana
Em geometria e ciência, a seção plana, ou seção transversal, é a interseção de um corpo em espaço tridimensional, como um poliedro, com um plano, ou o análogo em espaço de dimensões mais altas. Cortando um objeto em "fatias", cria-se muitas seções planas paralelas. Uma seção plana de espaço tridimensional que é paralela a dois de seus eixos é uma linha de contorno; por exemplo, se um plano corta montanhas de um mapa de relevo paralelo ao chão, e resultado é uma linha de contorno em espaço de duas dimensões (um plano) mostrando pontos de igual altitude.